# 백색 도시
백색 도시(Dans La Ville Blanche, In The White City)는 영국에서 제작된 알랭 타네 감독의 1983년 드라마 영화이다. 브루노 강쯔 등이 주연으로 출연하였고 파울로 브랑코 등이 제작에 참여하였다.

## 출연

### 주연
- 브루노 강쯔
- 테레사 마드루가

### 조연
- 프랑소와 바이아오
- 조아나 빅센트
- 호세 웰렌스테인